# كأس الاتحاد الأوروبي 2005–06
كأس الاتحاد الأوروبي 2005–06 (بالإنجليزية: 2005–06 UEFA Cup)‏ هو الموسم الخامس والثلاثون من كأس الاتحاد الأوروبي.
حقق إشبيلية الإسباني لقب البطولة للمرة الأولى في تاريخه بعد فوزه في النهائي على ميدلزبره الإنجليزي بنتيجة 4-0.